# سلوبودان فوك
سلوبودان فوك (بالسلوفينية: Slobodan Vuk) (15 سبتمبر 1989 بيايتسي في البوسنة والهرسك - ) هو لاعب كرة قدم سلوفيني في مركز الهجوم. لعب مع نادي دومجاله وNK Kamnik ‏.

## وصلات خارجية
- سلوبودان فوك على موقع قاعدة بيانات كرة القدم.إي يو (الإنجليزية)
- سلوبودان فوك على موقع Soccerway.com (الإنجليزية)